# L'artefice dell'amore
L'artefice dell'amore è un film del 1920 diretto e interpretato da Charles Krauss.